# 城外圣保禄大殿
城外圣保禄大殿（拉丁語：Basilica Sancti Pauli extra mœnia）位于意大利罗马，是天主教會的四座特级宗座圣殿之一（另外三座為拉特朗圣若望大殿、圣伯多禄大殿及圣母大殿），為了紀念宗徒聖保禄。

## 建筑学
此建筑属于西欧中世纪建筑。西欧中世纪建筑大致可以分为三个时期：西罗马末期 - 10世纪末，称为早期基督教时期（Early Christian Period）；10世纪末期 - 12世纪，称为罗曼时期（Romanesque）；12世纪（部分国家15世纪）意大利文艺复兴早期，称为哥特时期（Gothic）。城外圣保禄大教堂属于早期基督教时期（Early Christian Period）的代表作，教堂平面为拉丁十字样式与东欧的希腊十字样式相对，各自与天主教和正教的教义和仪式相对应。与之有相同代表性的教堂还有罗马城里的圣约翰教堂（St.Giovanni in Laterano,313年）。在未扩建的原始教堂平面上可以看出其结构特点属于古罗马时期的继承发展，并未出哥特时期（Gothic）的骨架券。

## 历史
城外圣保禄大殿由罗马皇帝君士坦丁一世下令建立，而这座教堂就建于圣保禄埋葬地的上方。在386年，狄奥多西一世下令扩建这座教堂。在五世纪时，城外圣保禄大殿甚至比旧圣伯多禄大殿还大。基督教诗人Prudentius，曾为这座教堂写下了几句，诗名为basilica trium Dominorum 。此外，在教宗额我略一世的统治下（590年至604年），这座教堂再度扩建。在这时期，有两座修道院在这座教堂附近。
在937年，圣奥多来到罗马时，斯波莱托的艾伯里克二世邀请修道院及教堂到他聚会去。当时，教宗额我略七世为修道院院长。就在那时候，阿马尔菲的潘达莱奥内（Pantaleone of Amalfi）向人们展示了教堂的青铜门（出自君士坦丁堡的艺术家之手）。而修道院优美的回廊就于1220年至1241年间建造。
在1823年7月15日，一位工人的疏忽引起了一场大火，城外圣保禄大殿在这场大火中几乎被完全破坏，并于1840年重开。此外，很多国家在重建时都提供了帮助，例如埃及的副总督送了许多由雪花石膏制成的柱子，俄罗斯皇帝則送了珍贵的孔雀石及青金石，而教堂的正面就由意大利政府完成。

## 內部

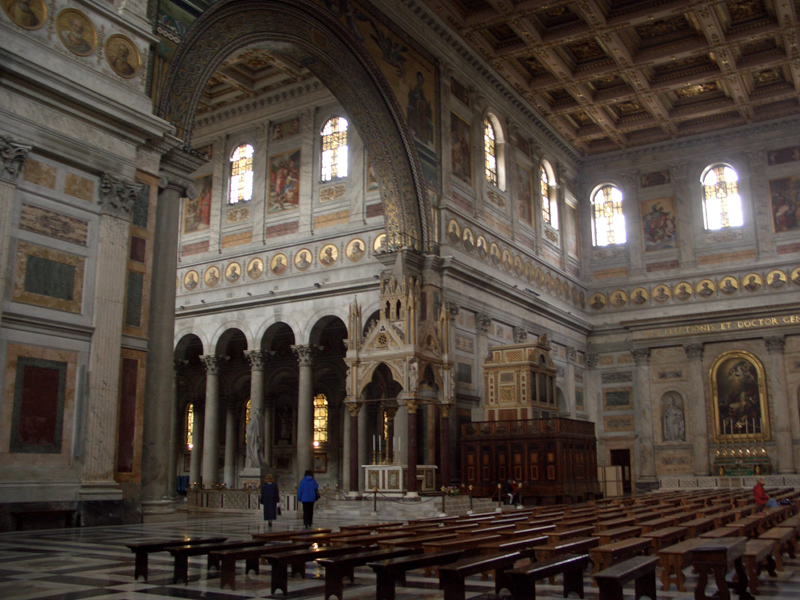
教堂內部

在教堂前的門廊是教堂於十九世紀重建時建的。而二十世紀的大門就包含了舊教堂正門的元素。大門的右面是聖門（只在紀念日開放）。此外，新教堂也保留了舊教堂的結構（一個中殿及四條走廊）。
教堂中殿的八十根柱子及精緻的天花板建於十九世紀。舊教堂在發生火災後，只留下了內部的後殿。這後殿的馬賽克為卡瓦利尼 （Pietro Cavallini）的作品，這些鑲嵌畫在火災時被嚴重破壞。而新教堂內五世紀的鑲嵌畫都是舊教堂在發生火災後留下的。此外，在舊教堂內的圓柱上都有歷代教宗肖像的浮雕。
教堂的南邊為修道院，這修道院曾被稱為「中世紀其中一座最漂亮的建築物」。修道院擁有不同形狀的雙柱，而有些柱子則鑲入了金色及其他顏色的鑲嵌畫。

### 引用
1. ↑  Hinzen-Bohlen，第441頁